# 20 Years of Jethro Tull
20 Years of Jethro Tull es una quíntuple compilación que resume los 20 primeros años de Jethro Tull. Se editó en 5 LP, aunque salió también en una versión reducida en 2 vinilos, denominada Highlights, y otra de 3 CD llamada The Definitive Edition.
Cada disco tenía un subtítulo: Radio Archives, Rare Tracks, Flawed Gems, Other Sides of Tull y The Essential Tull.

## Lista de temas
(Lista de pistas de la versión definitiva en 3 CD)

### Disco uno
Radio Archives and Rare Tracks
| #   | Título                                                                                      | Autor                                  | Interpretaciones | Tiempo | Año de grabación                  |
| --- | ------------------------------------------------------------------------------------------- | -------------------------------------- | ---------------- | ------ | --------------------------------- |
| 1.  | "A Song for Jeffrey" (grabado en vivo para la BBC)                                          | (Ian Anderson)                         |                  | 2:47   | 1968                              |
| 2.  | "Love Story" (grabado en vivo para la BBC)                                                  | (Ian Anderson)                         |                  | 2:43   | 1968                              |
| 3.  | "Fat Man" (grabado en vivo para la BBC)                                                     | (Ian Anderson)                         |                  | 2:55   | ¿1968/1969?                       |
| 4.  | Bourée" (grabado en vivo para la BBC)                                                       | (Johann Sebastian Bach / Ian Anderson) |                  | 4:04   | ¿1968/1969?                       |
| 5.  | "Stormy Monday Blues" (grabado en vivo para la BBC)                                         | (Eckstime / Crowder / Hines)           |                  | 4:05   | 1968                              |
| 6.  | "A New Day Yesterday" (grabado en vivo para la BBC)                                         | (Ian Anderson)                         |                  | 4:19   | 1969                              |
| 7.  | "Cold Wind to Valhalla"                                                                     | (Ian Anderson)                         |                  | 1:32   |                                   |
| 8.  | "Minstrel in the Gallery"                                                                   | (Ian Anderson)                         |                  | 2:08   |                                   |
| 9.  | "Velvet Green"                                                                              | (Ian Anderson)                         |                  | 5:52   |                                   |
| 10. | "Grace"                                                                                     | (Ian Anderson)                         |                  | 0:33   | 1975                              |
| 11. | "Jack Frost and the Hooded Crow"                                                            | (Ian Anderson)                         |                  | 3:20   |                                   |
| 12. | "I'm Your Gun"                                                                              | (Ian Anderson)                         |                  | 3:18   |                                   |
| 13. | "Down at the End of Your Road"                                                              | (Ian Anderson)                         |                  | 3:30   |                                   |
| 14. | "Coronach" (tema para la serie histórica The Blood of the British, para el UK Channel 4 TV) | (David Palmer)                         |                  | 3:52   | 1986                              |
| 15. | "Summerday Sands"                                                                           | (Ian Anderson)                         |                  | 3:45   | 1975                              |
| 16. | "Too Many Too"                                                                              | (Ian Anderson)                         |                  | 3:27   |                                   |
| 17. | "March the Mad Scientist"                                                                   | (Ian Anderson)                         |                  | 1:47   | 1974: grabación 1976: lanzamiento |
| 18. | "Pan Dance"                                                                                 | (Ian Anderson)                         |                  | 3:24   |                                   |
| 19. | "Strip Cartoon"                                                                             | (Ian Anderson)                         |                  | 3:16   |                                   |
| 20. | "King Henry's Madrigal"                                                                     | (Ian Anderson)                         |                  | 2:58   |                                   |
| 21. | "A Stitch in Time"                                                                          | (Ian Anderson)                         |                  | 3:38   |                                   |
| 22. | "17"                                                                                        | (Ian Anderson)                         |                  | 3:07   |                                   |
| 23. | "One for John Gee"                                                                          | (Mick Abrahams)                        |                  | 2:04   |                                   |
| 24. | "Aeroplane"                                                                                 | (Ian Anderson)                         |                  | 2:16   |                                   |
| 25. | "Sunshine Day"                                                                              | (Ian Anderson)                         |                  | 2:26   |                                   |

### Disco dos
Flawed Gems and Other Sides of Tull
| #   | Título                          | Autor          | Interpretaciones | Tiempo | Año de grabación |
| --- | ------------------------------- | -------------- | ---------------- | ------ | ---------------- |
| 1.  | "Lick Your Fingers Clean"       | (Ian Anderson) |                  | 2:47   | 1970             |
| 2.  | "The Chateau D'Isaster Tapes"   | (Ian Anderson) |                  | 11:09  | 1973             |
| 3.  | "Beltane"                       | (Ian Anderson) |                  | 5:17   |                  |
| 4.  | "Crossword"                     | (Ian Anderson) |                  | 3:34   | 1979             |
| 5.  | "Saturation"                    | (Ian Anderson) |                  | 4:23   | 1974             |
| 6.  | "Jack A Lynn"                   | (Ian Anderson) |                  | 4:41   | 1981             |
| 7.  | "Motoreyes"                     | (Ian Anderson) |                  | 3:39   | 1982             |
| 8.  | "Blues Instrumental (Untitled)" | (Ian Anderson) |                  | 5:15   |                  |
| 8.  | "Rhythm in Gold"                | (Ian Anderson) |                  | 3:04   |                  |
| 9.  | "Part of the Machine"           | (Ian Anderson) |                  | 6:54   | 1988             |
| 10. | "Mayhem, Maybe"                 | (Ian Anderson) |                  | 3:04   | 1981/1988        |
| 11. | "Overhang"                      | (Ian Anderson) |                  | 4:27   | 1988             |
| 12. | "Kelpie"                        | (Ian Anderson) |                  | 3:32   | 1979             |
| 13. | "Living in these Hard Times"    | (Ian Anderson) |                  | 3:09   |                  |
| 14. | "Under Wraps 2"                 | (Ian Anderson) |                  | 2:14   | 1984             |
| 15. | "Only Solitaire"                | (Ian Anderson) |                  | 1:28   |                  |
| 16. | "Salamander"                    | (Ian Anderson) |                  | 2:49   |                  |
| 17. | "Moths"                         | (Ian Anderson) |                  | 3:24   |                  |
| 18. | "Nursie"                        | (Ian Anderson) |                  | 1:32   | 1972             |

### Disco tres
The Essential Tull
| #   | Título                                                                | Autor                            | Interpretaciones | Tiempo | Año de grabación |
| --- | --------------------------------------------------------------------- | -------------------------------- | ---------------- | ------ | ---------------- |
| 1.  | "Witch's Promise"                                                     | (Ian Anderson)                   |                  | 3:50   | 1970             |
| 2.  | "Bungle in the Jungle"                                                | (Ian Anderson)                   |                  | 3:33   |                  |
| 3.  | "Farm on the Freeway"                                                 | (Ian Anderson)                   |                  | 6:33   |                  |
| 4.  | "Thick as a Brick"                                                    | (Ian Anderson)                   |                  | 6:32   |                  |
| 5.  | "Sweet Dream"                                                         | (Ian Anderson)                   |                  | 4:32   |                  |
| 6.  | "The Clasp"                                                           | (Ian Anderson)                   |                  | 3:30   |                  |
| 7.  | "Pibroch (Pee Break)" / "Black Satin Dancer" (instrumental) (en vivo) | (Ian Anderson)                   |                  | 4:00   | 1982             |
| 8.  | "Fallen on Hard Times"                                                | (Ian Anderson)                   |                  | 3:59   |                  |
| 9.  | "Cheap Day Return"                                                    | (Ian Anderson)                   |                  | 1:22   |                  |
| 10. | "Wond'ring Aloud" (en vivo)                                           | (Ian Anderson)                   |                  | 1:58   | 1987             |
| 11. | "Dun Ringill" (en vivo)                                               | (Ian Anderson)                   |                  | 3:00   | 1987             |
| 12. | "Life Is a Long Song"                                                 | (Ian Anderson)                   |                  | 3:17   | 1971             |
| 13. | "One White Duck / 010 = Nothing at All"                               | (Ian Anderson)                   |                  | 4:37   |                  |
| 14. | "Songs from the Wood"                                                 | (Ian Anderson)                   |                  | 4:29   |                  |
| 15. | "Living in the Past" (en vivo)                                        | (Ian Anderson)                   |                  | 4:07   | 1987             |
| 16. | "Teacher"                                                             | (Ian Anderson)                   |                  | 4:43   | 1970             |
| 17. | "Aqualung" (en vivo)                                                  | (Ian Anderson / Jennie Anderson) |                  | 7:43   | 1982             |
| 18. | "Locomotive Breath" (en vivo)                                         | (Ian Anderson)                   |                  | 6:00   | 1982             |